# Semiothisa separata
Semiothisa separata là một loài bướm đêm trong họ Geometridae.